# Michel Ier (tsar de Russie)
Pour les articles homonymes, voir Michel Ier et Mikhaïl Féodorovitch Romanov.
 (novembre 2011).
Si vous disposez d'ouvrages ou d'articles de référence ou si vous connaissez des sites web de qualité traitant du thème abordé ici, merci de compléter l'article en donnant les références utiles à sa vérifiabilité et en les liant à la section « Notes et références ».
Michel Ier Fiodorovitch Romanov (Михаи́л Фёдорович Рома́нов en russe), né le 12 juillet 1596 (22 juillet dans le calendrier grégorien) et mort le 13 juillet 1645 (23 juillet dans le calendrier grégorien), tsar de Russie (1613-1645) élu par le Zemski sobor (assemblée représentative), est le fondateur de la dynastie des Romanov.

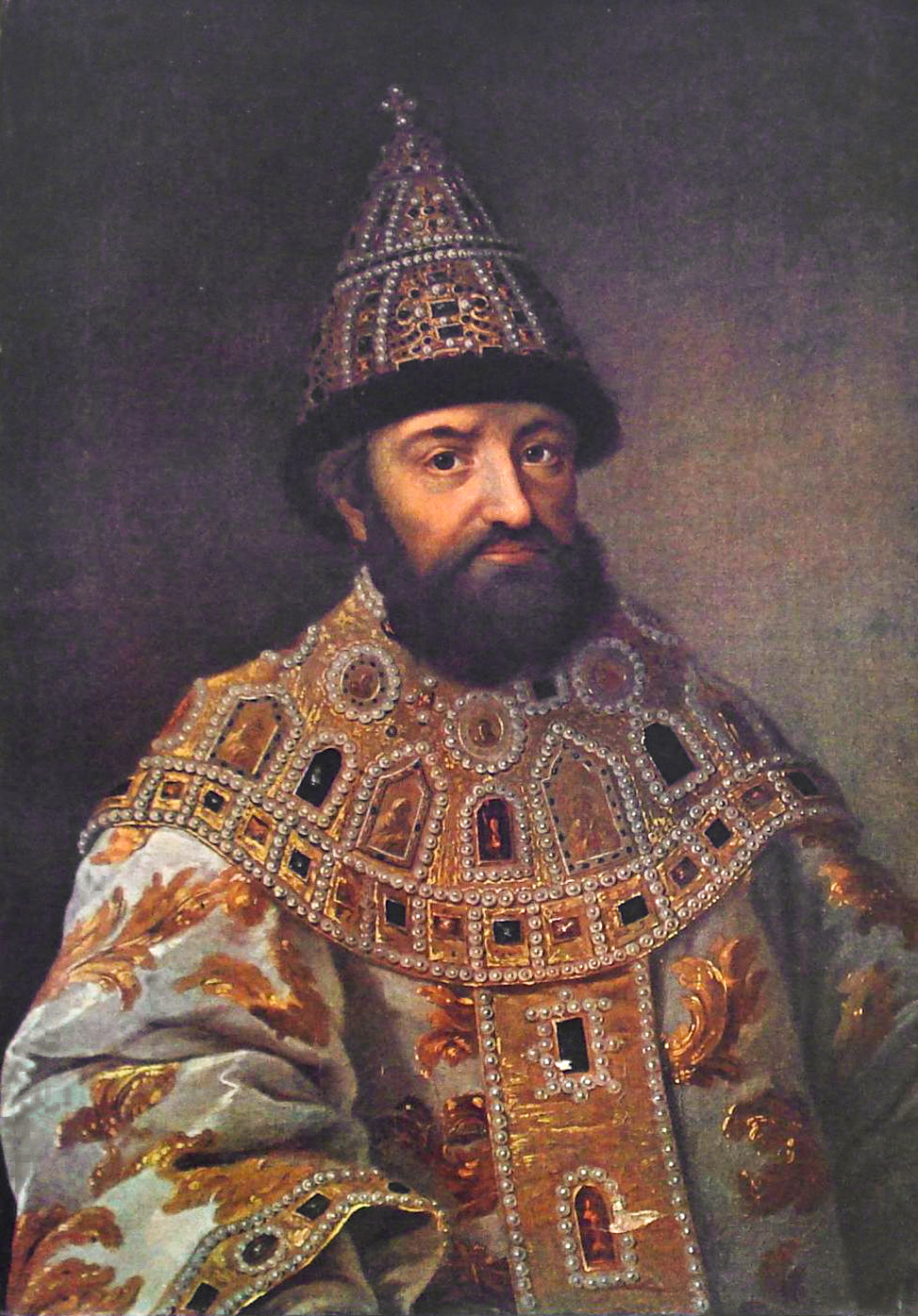
Michel Fiodorovitch Romanov

Il est le fils de Fédor Nikititch Romanov (patriarche de Moscou sous le nom de Philarète) et de Ksenia Ivanovna Chestova (?-1631) et petit-neveu d'Anastasia Romanovna Zakharine (première femme de Ivan IV le Terrible). Il a quatre frères, Boris, Nikita, Lev et Ivan Fiodorovitch Romanov, morts en bas âge et une sœur ainée, Tatyana (morte en 1612), mariée au prince boyard Ivan Mikhailovitch Katyrev-Rostovsky (sans postérité).

## Jeunesse
L'enfance de Michel Romanov a été dure. À cinq ans, il est séparé de son père et emmené avec sa mère dans un couvent où celle-ci est obligée de prendre le voile sous le nom de Marfa. Il passe sa jeunesse à suivre des offices religieux interminables. Son état mental s'en ressent et il subit toute sa vie l'influence de sa mère dont il est incapable de se séparer.
Au début de 1613, le Zemski sobor, convoqué par le conseil des villes, décide d'élire un tsar qui ne serait pas étranger à la Russie. Le pays vient de subir une période interminable de conflits que l'on appela plus tard le Temps des troubles. Depuis 1611, il n'y a plus de tsar ou plutôt le Sobor de l'époque a élu comme souverain Ladislas Vasa, fils du roi polonais Sigismond III Vasa, mais cette élection est contestée par une bonne partie de la population.
Le Sobor de 1613 arrive vite à la conclusion que Michel Romanov est le plus digne pour être le prochain tsar. Fédor Romanov, le métropolite Philarète, est vivant mais prisonnier des Polonais depuis 1610. La famille Romanov est la plus proche de l'ancienne dynastie des Riourikides. Anastasia Romanovna Zakharine a été la première épouse d'Ivan le Terrible et la mère de Fédor Ier qui lui a succédé. Son frère Nikita a été un conseiller écouté d'Ivan IV. Il est le grand-père de Michel.
C'est au monastère Ipatiev, à Kostroma, que l'on va chercher Michel, où il est toujours relégué avec sa mère. Après quelques hésitations, il accepte et est couronné le 22 juillet à la cathédrale de la Dormition du Kremlin. Il doit cependant s'engager par un acte écrit à restreindre son pouvoir, ce qu'il fait sans arrière-pensée car il s'intéresse peu aux affaires publiques. Ce jeune homme de 17 ans sait d'ailleurs à peine lire.

## Les débuts du règne (1613-1619)
Sous son règne, le Zemski sobor obtient un rôle très important car il est convoqué presque annuellement. Il a beaucoup à faire, car l'élection de 1613 n'a pas mis fin aux troubles. Les brigands sillonnent impunément la Russie, ignorant toute autorité. Au sud, Ivan Zaroutski (en), ataman des cosaques du Don qui soutient les prétentions au trône du fils du second faux Dimitri et de l'ex-tsarine Marina Mniszek, sème la terreur dans la région d'Astrakhan. À l'ouest, la Russie est toujours en guerre contre la Suède et la Pologne.
En 1614, l'armée russe défait les troupes de Zaroutski, qui est capturé. Il est ramené à Moscou et exécuté. Marina Mniszek est envoyée au cachot, son fils est pendu.
En 1617, la Russie signe la paix de Stolbovo avec la Suède. Celle-ci évacue Novgorod, mais Moscou lui abandonne la Livonie et la Carélie, perdant ainsi son accès à la mer.
Le conflit avec la Pologne est plus compliqué du fait que Ladislas — le fils du roi Sigismond III — se considère toujours comme le souverain légitime de la Russie. En 1618, avec son armée et des milices cosaques, il assiège Moscou en vain. On entame des négociations et la paix est signée à Deulino le 1er décembre 1618. Smolensk reste entre les mains de la Pologne, Ladislas n'abandonne pas ses droits sur la couronne, mais Fédor Romanov, père de Michel, est libéré. Le métropolite est de retour dans la capitale en 1619.

## La diarchie (1619-1633)
Fédor est un homme plus ambitieux et plus capable que son fils. Il exige de lui la mise en place d'un gouvernement bicéphale, une diarchie qui fut acceptée par le Zemski sobor. Dès lors et jusqu'en 1633, il est le véritable maître de la Russie. Michel Ier, lui, ne s'intéresse qu'à l'horlogerie[réf. nécessaire]. Il fait importer plus de 20 000 horloges au Kremlin afin d'embellir les palais. Il convoque également des spécialistes afin de construire de gigantesques horloges jouant des cantiques religieux du haut des tours du Kremlin[réf. nécessaire].
En politique intérieure, Fédor établit un cadastre général, brossant un tableau de l'état général du pays et favorisant la collecte de l'impôt. Il entreprend de créer des industries, dont une importante fabrique d'armes à Toula. Il réorganise la bureaucratie et lutte contre la corruption. Il commence à ouvrir la Russie sur le monde occidental et noue des liens commerciaux avec l'Angleterre, la Hollande et le Danemark.
Les frontières de la Sibérie sont repoussées. La Léna est atteinte en 1630. Iakoutsk est fondée en 1632. On parvient sur les rives de l'Amour en 1636.
Fédor entreprend également une réorganisation de l'armée et, pour cela, fait appel à des étrangers : le baron Aston, le colonel Leslie, l'affairiste hollandais Coète et le lieutenant Fandam.
En 1632, Sigismond III Vasa meurt et son fils, qui n'a toujours pas abandonné ses droits sur Moscou, lui succède sous le nom de Ladislas IV. Fédor et Michel ne digèrent toujours pas la perte de Smolensk. La guerre est déclarée et une armée, sous les ordres de Mikhaïl Chéine (en), est envoyée pour reprendre la ville. Elle y subit une sanglante défaite. Chéine, de retour à Moscou, est exécuté, mais la Russie n'a plus les moyens de continuer la guerre.

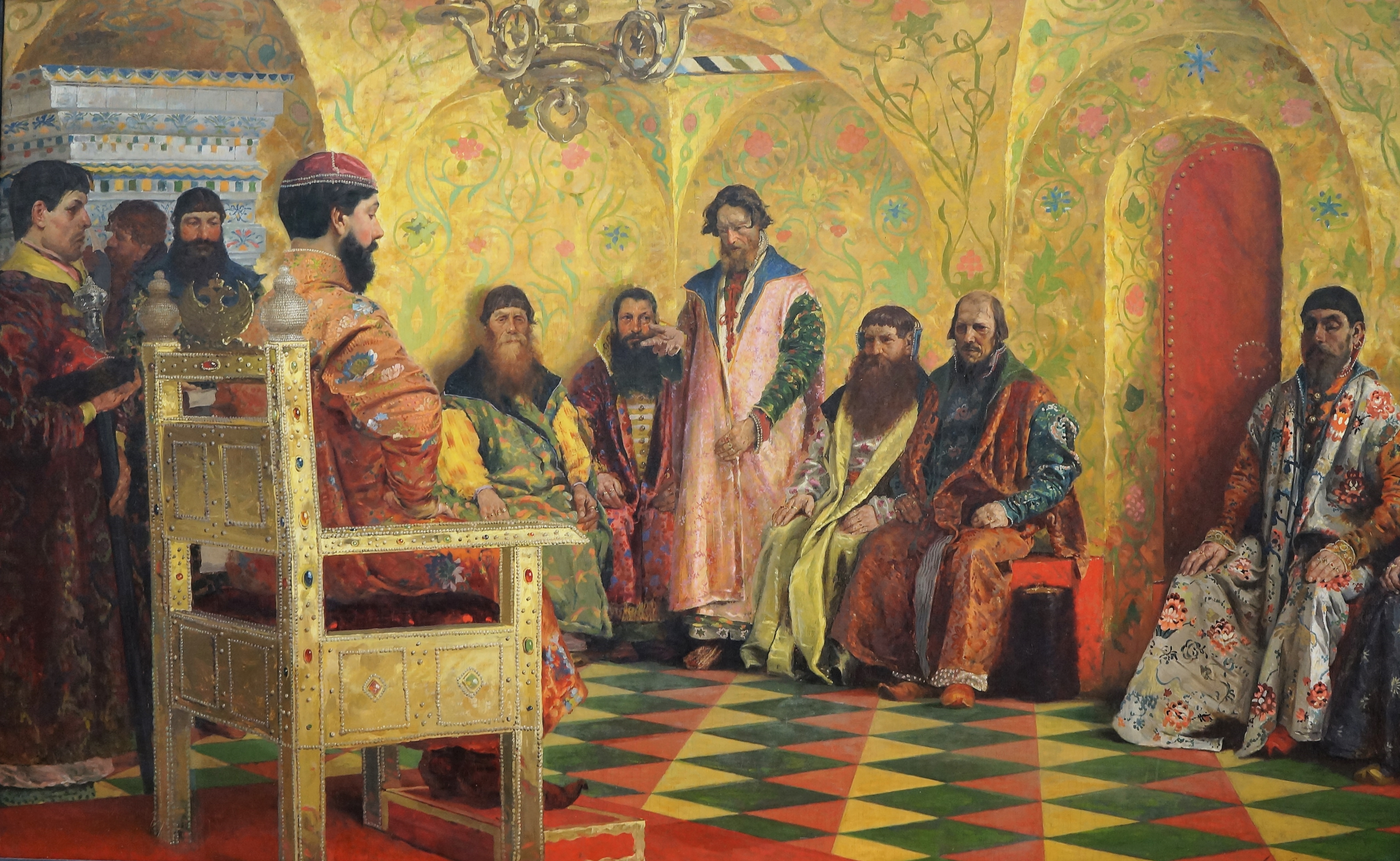
Le tsar Michel Ier à la session de Douma.

La paix de la Polionovka est signée en 1635. Moscou accepte de rendre pour toujours les terres de Tchernihiv, de Novgorod-Severski, de Smolensk et de Iaroslavl. Elle donne 20 000 roubles de compensation à la Pologne. De son côté, Ladislas IV renonce définitivement à ceindre la couronne moscovite. Les pertes paraissent sévères mais, en fait, on entérine le statu quo ante.

## La fin du règne (1633-1645)
Entre-temps, Fédor Romanov est mort. Certains boyards ont tenté de prendre sa place mais, en 1634, Michel Ier convoque un Zemski sobor où tous les États de la Moscovie sont représentés, ainsi que des serfs. Il annonce alors son souhait de gouverner seul. Jusqu'à sa mort, en 1645, c'est la famille de sa mère, les Saltykov, qui détermine les grandes lignes de sa politique.
À cette époque, les relations avec l'Empire ottoman et le khanat de Crimée commencent à se dégrader à cause des incursions des cosaques en terres tatares. Michel Ier les laisse faire. En 1637, ils s'emparent d'Azov, à l'embouchure du Don. Cette ville empêchait l'accès des Russes à la mer Noire et voilà qu'on la leur offre.
Les Ottomans négocient un retour d'Azov dans leur giron. Ils menacent de faire la guerre si on ne la leur rend pas. En janvier 1642, le tsar préside un sobor qui doit prendre une décision. La Russie est dans une position telle qu'elle ne peut pas soutenir une autre guerre. La population est déjà trop accablée d'impôts et il est impossible de leur en soutirer plus. Azov est finalement rendu aux Turcs.
Lorsque Michel Ier décède, en 1645, il laisse à son fils un pays dans une position encore difficile, mais meilleure que lorsqu'il hérita du pouvoir.

## La famille deMichelIerde Russie
En 1624, Michel Romanov épouse la princesse Maria Dolgoroukova (?-1625?).
En 1626, Michel Ier Romanov épouse Eudoxie Strechnieva (1608-1645) qui lui donne dix enfants, entre autres un fils, Alexis Ier (1629-1676) dit le tsar très paisible, et deux filles Irène Mikhaïlovna (1627-1679) et Anne Mikhaïlovna (1630-1692).

### Ascendance
| Michel Ier | Père : Fédor Romanov (1553-1er/10/1633)                | Grand-père paternel : Nikita Romanovitch Zakharine (1) (1529-1586) | Arrière-grand-père paternel : Roman Zakharine-Iourev (?-1543) |
| Michel Ier | Père : Fédor Romanov (1553-1er/10/1633)                | Grand-père paternel : Nikita Romanovitch Zakharine (1) (1529-1586) | Arrière-grand-mère paternelle : Julienne Féodorovna           |
| Michel Ier | Père : Fédor Romanov (1553-1er/10/1633)                | Grand-mère paternelle : Evdokia Gorbataïa-Chouïskaïa               | Arrière-grand-père paternel : Alexandre Gorbaty               |
| Michel Ier | Père : Fédor Romanov (1553-1er/10/1633)                | Grand-mère paternelle : Evdokia Gorbataïa-Chouïskaïa               | Arrière-grand-mère paternelle :                               |
| Michel Ier | Mère : Ksenia Chestova (nom de voile : Marfa) (?-1631) | Grand-père maternel : Ivan Chestov                                 | Arrière-grand-père maternel : Vassili Chestov                 |
| Michel Ier | Mère : Ksenia Chestova (nom de voile : Marfa) (?-1631) | Grand-père maternel : Ivan Chestov                                 | Arrière-grand-mère maternelle :                               |
| Michel Ier | Mère : Ksenia Chestova (nom de voile : Marfa) (?-1631) | Grand-mère maternelle : Maria Chestova                             | Arrière-grand-père maternel :                                 |
| Michel Ier | Mère : Ksenia Chestova (nom de voile : Marfa) (?-1631) | Grand-mère maternelle : Maria Chestova                             | Arrière-grand-mère maternelle :                               |

(1) frère aîné d'Anastasia de Russie (1520-07/08/1560), 1re épouse d’Ivan IV de Russie (dit le Terrible).